# Arnošt Kužela
Arnošt Kužela (rusky Эрнест Францевич Кужелло, 4. ledna 1890 Kutná Hora – 22. června 1934 Mykolajiv) byl česko-německý horník, příslušník československých legií v Rusku, pozdější důstojník Rudé armády, účastník ruské občanské války, šéf průmyslových podniků a komunistický politik. V lednu až červnu 1934 byl kandidátem členství v Ústředním výboru Komunistické strany Ukrajiny (bolševiků).

## Životopis

### Mládí
Narodil se v Kutné Hoře do rolnické rodiny Františka Kužely, česko-německého původu. V roce 1908 vystudoval střední zemědělskou školu v Ostravě. V letech 1908-1909 pracoval v zemědělství. Vstoupil do řad sociálně demokratické mládeže Rakousko-Uherska a účastnil se jejího stávkového hnutí.
Na podzim 1909 byl povolán do rakousko-uherské armády k základní vojenské službě, kde sloužil u polních myslivců (dobrovolník) a po složení zkoušek odešel do výslužby v hodnosti praporčík. V roce 1911 nebo 1912, během války na Balkáně, byl jakožto člen sociálně demokratické strany kvůli podezření z projevů sympatií k Srbsku zbaven hodnosti a na tři měsíce uvězněn. Po propuštění z vězení pracoval v dolech v Karviné, kde na pokyn vedení ČSSDD zůstal až do roku 1914. 

### První světová válka
Když roku 1914 Rakousko-Uhersko vyhlásilo válku Srbsku a následně tak vstoupilo do válečného stavu s Ruskem, byl povolán s obnovením hodnosti praporčíka a odvelen na východní frontu. Po pouhých čtyřech dnech na frontě přešel na stranu ruských jednotek a po pobytu v zajetí vstoupil do řad České družiny, budoucího Československého dobrovolnického sboru v ruské armádě. Posléze byl zařazen do československých legií v Rusku. Během pobytu v čs. sboru nadále setrvával v organizaci sociálně demokratických politických aktivit a prováděl propagandistickou činnost. Měl být poslán k agitaci a náboru do legií do zajateckých táborů, kde byli internováni čeští a slovenští zajatci, ale díky únorové revoluci v Rusku roce 1917 byl s jednotkou a dalšími čs. oddíly transportován k ruské záložní jednotce v běloruském městě Babrujsk. 
Na posádkových schůzích jednotek byl zvolen delegátem I. sjezdu sovětů v Petrohradě. Po návratu do Babrujsku byl zvolen místopředsedou městské rady dělnických a vojenských zástupců a předsedou její vojenské sekce. V srpnu 1917 byl pro odmítnutí podpory generála Kornilova vyloučen z čs. legií a ponechán v Babrujsku v záložní divizi 16. černigovského husarského pluku. Dne 6. prosince 1917 byl podle usnesení frontového výboru jmenován velitelem spojeného praporu v běloruském městě Homel.

### V Rudé armádě
Od roku 1918 se pak přidal k v Rudé armádě v následně propuklé ruské občanské válce. V roce 1918 byl poslán do měst Samara a Orenburg a poté jmenován velitelem opevněné oblasti v okrese Iletsk v Orenburské gubernii. Téhož roku pak vstoupil do KSSS. 28. června 1918 byl jmenován přednostou stranických oddílů a od 12. prosince 1918 do srpna 1919 pak vedoucím všech stranických buněk Turkestánské sovětské republiky. Od roku 1919 byl velitelem vojsk rudoarmějců v oblasti uzbeckého Andižanu. V letech 1919 až 1920 působil jako velitel Samostatné Ferganské divize, velitel samostatné jezdecké brigády internacionalistů a velitel skupiny sil Kata-Kurgan Rudé armády. V roce 1920 byl na rozkaz vyššího velení poslán do  Charkova, kde byl jmenován do funkce velitele samostatné mezinárodní jezdecké brigády.
Od září do prosince 1920 byl velitelem samostatné jízdní divize internacionalistů na jižní frontě, bojoval s machnovci a dalšími povstalci proti sovětské moci na Ukrajině. V bojích poblíž Huljajpole byl zraněn. Po zotavení v roce 1921 byl jmenován velitelem formace nových národních jednotek (Kara-Kyrgyz) a zároveň velitelem jednotek horské oblasti Pamír-Altaj. Podílel se zde mj. na likvidaci sil generála Bakicha. V roce 1922 působil jako velitel vojsk Mimořádné komise v Turkestánu. Po druhém zranění, zásahu do hrudníku, byl 2. února 1924 demobilizován z armády. Poté působil jako inspektor čekeckých vojsk Turkestánské autonomní sovětské socialistické republiky a vedoucí vazebních míst a byl přidělen k předsedovi Rady lidových komisařů Turkestánské autonomní sovětské socialistické republiky Kaigisyzi Atabajevovi.

### Politik
Od podzimu 1924 do května 1925 byl ředitelem kožedělného závodu ve městě Tambov. Dekretem Ústředního výboru Všesvazové Komunistické strany bolševiků měl být poslán na Dálný Východ pracovat na ostrov Sachalin, ale dekretem Oblastního výboru Dálného východu Všesvazové komunistické strany bolševiků byl jmenován vedoucím v Černovských dolech v Transbajkalii, kde pak působil od června 1925 do března 1927. Od března 1927  do srpna 1930 byl vedoucím Petrovského hutního závodu.
Od srpna 1930 do srpna 1931 vykonával funkci předsedy Rady národního hospodářství Dálného východu, po další dva roky pak působil jako ředitel závodu na opravu lodí na Dálném východě (Dalzavod), tzv. Vorošilovy loděnice, v přístavu Vladivostok. V roce 1933 nastoupil jako ředitel továrny na stavbu lodí v ukrajinském Mikolajivu v Oděské oblasti. Od ledna 1934 byl pak veden jako kandidát členství v Ústředním výboru Komunistické strany ukrajinské SSR.

### Úmrtí
Zemřel 22. června 1934 v Mikolajivu na infarkt ve věku 44 let. Byl zde také pohřben.

### Ocenění
Dvakrát obdržel sovětský Řád rudého praporu (1920, 1922). 30. ledna 1934 se stal nositelem Leninova řádu.